# Bir Bol
Bir Bol (en kirghize : Бир Бол, Unité), officiellement le parti politique de l'unité nationale et du patriotisme « Bir Bol », est un parti politique kirghiz.

## Historique

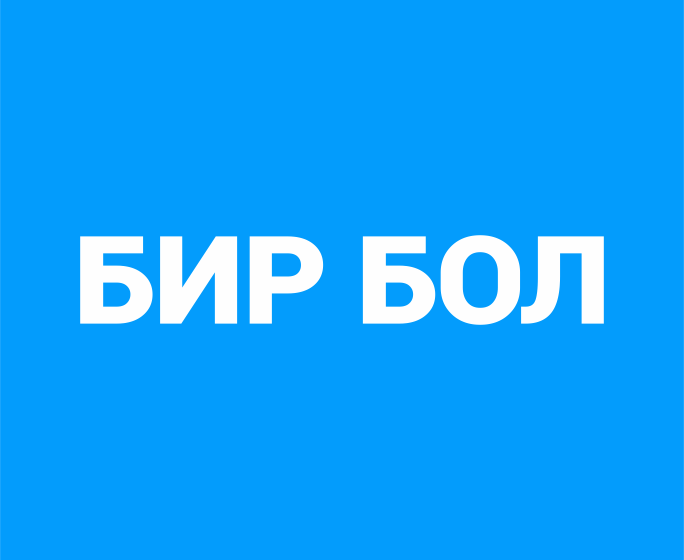
Logo jusqu'en 2020.

Le parti est créé en mai 2010. En 2014, en prévision des élections législatives de 2015, le parti se réunit dans la province de Naryn pour présenter leur plateforme basé sur l'unité nationale et le patriotisme.
Lors des législatives, le parti reçoit plus de 8 % des votes et remporte 12 sièges au parlement. Malgré sa présence parlementaire, le parti n'obtient pas une large visibilité. Pour les législatives de 2020, le parti, toujours mené par Altynbek Sulaymanov, décide d'apporter du sang neuf parmi ses candidats et présente une liste où l'âge moyen est de 37, la plus jeune du scrutin.
Membre de l'opposition, le parti ne reconnait pas la validité du scrutin et participe aux manifestations post-électorales qui disqualifies le scrutin et renverse la présidence de Sooronbay Jeenbekov.
En prévision des élections législatives de 2021, Bir Bol s'allie avec le Parti social-libéral et Spravedlivy Kyrgyzstan pour former Alliance.

## Résultats

### Législatives
| Année | Voix    | %    | Rang | Sièges   | +/- |
| ----- | ------- | ---- | ---- | -------- | --- |
| 2015  | 135 875 | 8,52 | 5e   | 12 / 120 | Nv  |
| 2020  | 60 305  | 3,08 | 9e   | 0 / 120  | 12  |

### Élections présidentielles
| Année | Candidat           | 1er tour | 1er tour | 1er tour | 2d tour | 2d tour | 2d tour |
| Année | Candidat           | Voix     | %        | Rang     | Voix    | %       | Rang    |
| ----- | ------------------ | -------- | -------- | -------- | ------- | ------- | ------- |
| 2021  | Myktybek Arstanbek | 23 644   | 1,69     | 4e       | -       | -       | -       |